# Cuvieronius humboldti
El mastodonte de las tierras bajas, de las pampas o de las llanuras (Cuvieronius humboldti ) es una especie extinta de proboscídeo de la familia Gomphotheriidae. Fue exhumada en sedimentos de la formación Pantanal en el centro de Brasil, y en la zona centro-sur de Chile desde el Pleistoceno Medio al Pleistoceno-Holoceno (Lujanense). Es un mastodonte parecido al Cuvieronius hyodon, pero más robusto, con defensas curvadas y gruesas, decreciendo el diámetro hacia el extremo distal. Posee molares bunolofodontes, con una doble serie de cónulos opuestos entre sí y provistos de cónulos accesorios más pequeños. Su rostro es más bien corto con presencia de sínfisis mandibular.
Algunos científicos consideran que Cuvieronius hyodon y C. humboldti son la misma especie.